# Res mobilis, res vilis
« Res mobilis, res vilis » est une locution latine signifiant « chose mobilière, chose vile ». Il s'agit du postulat d'après lequel les biens meubles ont moins de valeur que ceux immeubles.

## Histoire
En France, sous l'Ancien régime, la puissance politique et économique reposaient sur le sol et la possession de terre. Les rentes étaient immeubles de même que les offices et la préoccupation presque exclusive de la législation de cette époque en faveur des biens immeubles s'expliquait tout naturellement par le peu d'importance des biens mobiliers.
Le Code civil français a continué à suivre longtemps la voie tracée par les anciennes lois et l'on a continué à faire entre les immeubles et les meubles cette différence profonde qui consiste à entourer les uns d'une sollicitude excessive et au contraire à ne pas suffisamment protéger les autres. 
À la veille de la Révolution française, le principe d'inaliénabilité du domaine public même mobilier naît de la nécessité de préserver l’héritage artistique, mis en péril par l’aliénation du Domaine de 1790.

## Critiques et débats
La maxime a été critiquée a posteriori pour son incohérence avec des nouvelles formes de richesse. Certains ont ainsi fait remarquer que des œuvres d'art pouvaient avoir une valeur symbolique comme pécuniaire vastement supérieure à celle de biens immobiliers.